# César Fonte
César André Lima Fonte (10 december 1986) is een Portugees wielrenner die anno 2024 rijdt voor Rádio Popular-Paredes-Boavista.

## Overwinningen
2011
Sprintklassement Ronde van de Algarve
2012
3e etappe Ronde van Portugal
2014
Sprintklassement Ronde van de Algarve
2015
Bergklassement Grote Prijs Liberty Seguros
2e etappe Ronde van Cova da Beira
2023
Bergklassement Ronde van Portugal

## Ploegen
- 2010 –  Barbot-Siper
- 2011 –  Barbot-Efapel
- 2012 –  Efapel-Glassdrive
- 2013 –  Efapel-Glassdrive
- 2014 –  Rádio Popular
- 2015 –  Rádio Popular-Boavista
- 2016 –  Rádio Popular-Boavista
- 2017 –  LA Alumínios-Metalusa-Blackjack
- 2018 –  W52-FC Porto
- 2019 –  W52-FC Porto
- 2020 –  Efapel
- 2021 –  Kelly/Simoldes/UDO
- 2022 –  Kelly/Simoldes/UDO
- 2023 –  Rádio Popular-Paredes-Boavista
- 2024 –  Rádio Popular-Paredes-Boavista
- 2025 –  Rádio Popular-Paredes-Boavista

Alarcón · Caldeira · Carvalho · César · Fernandes · Ferreira · Fonte · Freitas · Mestre · Rodrigues · Sánchez · Vinhas
Alarcón · Caldeira · Campos · Carvalho · Ferreira · Fonte · Magalhães · D. Mestre · R. Mestre · Pinto · Reis · Rodrigues · Sánchez · Silva · Veloso · Vinhas